# Greif (ägyptische Mythologie)
„Greif“ (altägyptisch Sefer, Sefre, Seferer, Sefrer; auch Achech, Teschtesch; demotisch Sereref, Serref) ist die Bezeichnung eines Fabelwesens in der altägyptischen Mythologie, das unter anderem bereits auf der Zwei-Hunde-Palette der prädynastischen Epoche fester Bestandteil des Bildprogrammes war.

## Darstellungen
Aus dem Alten Ägypten sind mehrere Typen des Greifes bekannt. Bis zum Beginn des Neuen Reiches können außerägyptische Einflüsse ausgeschlossen werden. Vermutungen, dass ikonografische Elemente der Rollsiegel aus Mesopotamien oder Sumer in die altägyptischen Darstellungen Eingang fanden, haben sich nicht bestätigt. Dort war der Greif – möglicherweise der mythologische Vorgänger des Anzu – als adlerähnliches Wesen erstmals in der Glyptik der Dschemdet-Nasr-Zeit (Uruk III: etwa 3050–2850 v. Chr.) belegt, während der altägyptische Greif spätestens in Abbildungen der Naqada II-Kultur (3500–3200 v. Chr.) auftauchte.

### Frühdynastische Zeit (3100 v. Chr.) bis zu den Hyksos (1532 v. Chr.)
Der frühdynastische Greif hatte raubtierartige Züge eines Geiers, der kammähnliche Flügel auf der Mitte des Rückens besaß. Im Mittleren Reich entwickelte sich eine ähnliche Form mit flachem Kopf; zusätzlich mit pantherähnlichem Fell, Menschenkopf zwischen den Flügeln und Halsband. Sein Wesen war unter anderem darauf ausgerichtet, Dämonen und unheilvolle Handlungen abzuwenden. Auch auf Zaubermessern trat der Greif des Mittleren Reiches in Erscheinung und übernahm so auch erste Schutzfunktionen. Im weiteren Verlauf des Mittleren Reiches erhielt der Greif durch einen Falkenkopf, ähnlich dem Gott Horus,  ein neues Aussehen. Während der Fremdherrschaft durch die Hyksos waren seine Abbildungen besonders häufig in Verbindung mit dem Niederschlagen der nubischen oder asiatischen Feinde zu sehen. Der Greif scheint in dieser Epoche zum „Wappentier des Königs (Pharao)“ erhoben worden zu sein, dar er nun auch oft auf offiziellen Dokumenten erschien.

### Neues Reich bis zur griechisch-römischen Zeit
In der 18. Dynastie fand ein neuer ikonografischer Typus des Greifs mit außerägyptischen Einflüssen Eingang in die altägyptische Mythologie. Der Kopf, der wieder einem Geier ähnelte, wies in Kombination mit pferdeähnlichen Beinen schlankere Proportionen auf, die möglicherweise aus dem syrischen Raum stammten. Die Darstellung des Kopfes entsprach einer Symbiose des frühdynastischen Greifs mit dem Seth-Tier. Auf seinem Haupt war ein Lockenbüschel angebracht. Aus Kreta wurde die künstlerische Ausarbeitung des Zickzack-Musters auf den Flügeln übernommen. Als weiteres Accessoire erhielt der Greif ein Medaillon.
In der ptolemäischen Periode trat der Greif als geflügeltes Mischwesen in Kombination mit dem Sonnenauge auf. Er wird in der demotischen Fabel Die Seherin und die Hörerin entsprechend beschrieben:

„Sein Schnabel ist der eines Falken, seine Augen die eines Menschen, seine Glieder die eines Löwen, seine Ohren die eines Fisches, sein Schwanz der einer Schlange.“

## Mythologische Verbindungen
Der Greif ist bereits sehr früh als mythologisches Jagdtier belegt, das in der Wüste tätig war. Alternativ fungierte der Greif in seiner Erscheinungsform als schützendes Sonnenauge, das vom Sonnengott Re als Vergeltung eingesetzt wurde:

„Ein Greif hatte Witterung vom Löwen und Wels aufgenommen und zerfetzte sie mit seinen Klauen, wobei er das Licht des Himmels trug. Wenn du mir nicht glaubst, so will ich dir zeigen, wie sie zerstreut und zerfetzt vor ihm liegen, während der Greif sich von ihnen ernährt. Weißt du nicht, dass der Greif das Abbild des Todes und der Vergelter ist? Er ist der Hirte von allem, was auf Erden ist. Er ist der, dem man nicht vergelten kann. Die fünf belebten Wesen sind in ihm, weil er Macht ausübt über alles.“

Auf einem Sargtext des Mittleren Reiches heißt es, dass der Verstorbene den Greif unter die Wolken gesetzt habe. Die Wesensart vom Greif der altägyptischen Mythologie im Mittleren Reich ähnelt der eines Serafen im Alten Testament, sechstes Buch Jesaja (Jes 6,6-7 ). Seit der Spätzeit übernahm der Greif unter der altägyptischen Bezeichnung Sfrr insbesondere eine Schutzfunktion.